# Stephanopora cribrispinata
Stephanopora cribrispinata är en mossdjursart som beskrevs av James Barrie Kirkpatrick 1888. Stephanopora cribrispinata ingår i släktet Stephanopora och familjen Exechonellidae. Inga underarter finns listade i Catalogue of Life.